# Szlak żeglowny
Szlak żeglowny – pas wody przeznaczony do żeglugi.